# (573) Recha
(573) Recha est un astéroïde de la ceinture principale découvert par Max Wolf le 19 septembre 1905.
Il a été ainsi baptisé en référence au personnage de la pièce Nathan le Sage, de Gotthold Ephraim Lessing (1729 - 1781) dramaturge allemand.